# آلبرتا بریانتی
 آلبرتا بریانتی (ایتالیایی: Alberta Brianti؛ زادهٔ ۵ آوریل ۱۹۸۰) یک تنیس‌باز اهل ایتالیا است. 